# Le Secret de La Licorne (Walibi Belgium)
Het geheim van de Eenhoorn
Pour les articles homonymes, voir Le Secret de La Licorne (homonymie).
Le Secret de La Licorne  était un parcours scénique de type barque scénique du parc d'attractions belge Walibi, en fonction de 1980 à 1995.

## Genèse: Le Temple du Soleil

Logo original de Walibi (1975) dessiné par Guy Dessicy.

Fondé par Eddy Meeùs, Walibi ouvre ses portes au public le 26 juillet 1975. 
Eddy Meeùs y réalise avec un forain une attraction phare : Le Temple du Soleil, une barque scénique dans laquelle les passagers découvrent à bord de pirogues différentes scènes avec les personnages et animaux de l'album homonyme des aventures de Tintin, le tout en accord avec Hergé. L'attraction est peuplée de trente-cinq automates dont Tintin, Milou, le capitaine Haddock, le Professeur Tournesol, le prêtre Inca Huascar et Zorrino.
Dans des décors fluorescents, le spectateur assiste à la rencontre avec le lama cracheur, au capitaine se faisant accoster par un ours, à une traversée de la jungle amazonienne, à un feu de camp nocturne, au passage d'une chute d'eau, à l'arrivée dans la salle du trône, au sacrifice à mort sur le bûcher de Tintin, Haddock et de Tournesol et enfin à la découverte du trésor des Incas et à la fin de la malédiction de Rascar Capac,,.
L'attraction est accessible le 25 août, quelques jours après l'ouverture du parc d'attractions. Cette collaboration est le début d'une longue série de projets d'attractions et animations avec l'accord de l'auteur belge grâce à un contrat signé avec les Éditions du Lombard. Les développements de la thématique Tintin sont réalisés habituellement avec la contribution des Studios Hergé, et plus spécifiquement avec Bob de Moor. Après l'ouverture du Temple du Soleil, il est prévu que l'île du deuxième étang alors dénommé « Lac de plaisance » soit accessible aux promeneurs et décorée selon Le Trésor de Rackham le Rouge ou L'Île Noire,. Ce projet ne se concrétisera pas.
D'ailleurs, Meeùs avait imaginé dans un premier temps un parc plus important avec plus de références aux aventures du reporter, un projet qu'il avait dû abandonner vu l'important investissement nécessaire.
La présence du personnage d'Hergé dans les années 1970 est également matérialisée sur la signalétique du parc ainsi que sur des fresques peintes, entre autres aux autos tamponneuses. La peintre Brigitte Evers signe quelques œuvres dans le parc brabançon. La sandwicherie voisine du Temple du Soleil est dénommée Le Crabe aux pinces d'or et le self-service entre les deux étangs s'appelle Chez Nestor d'après le nom du majordome des albums de bandes dessinées.
Un autre exemple de la proximité de l'univers du reporter et de Walibi est la création de la mascotte aux traits de wallaby. Guy Dessicy, collaborateur du Journal de Tintin, répond à la demande d'Eddy Meeùs de dessiner un kangourou chaussant des skis, en référence au téléski nautique présent alors dans le parc. Guy Dessicy est également le fondateur du Centre belge de la bande dessinée,.
Au cours de l'hiver 1979-1980, Meeùs décide de se séparer de l'attraction Le Temple du Soleil dont la capacité horaire est inférieure à ce qu'il avait espéré. Alors que son constructeur l'avait certifié à un maximum de 900 personnes par heure, l'attraction ne peut en absorber en réalité qu'environ 200. Les visiteurs devaient patienter pour y accéder et créaient alors de longues files. À la suite du refus du constructeur de réaliser les transformations à ses frais, Walibi avait apporté quelques modifications pour améliorer le débit horaire à 350/400 personnes. Cela est néanmoins insuffisant car la file d'attente reste trop longue et plusieurs problèmes de sécurité apparaissent. Il arrivait que les passagers, coincés sur le parcours lors d'avaries, quittent alors la pirogue et traversaient les décors qu'ils abîmaient pour trouver une sortie. D'autres allumaient une cigarette pour patienter, ce qui était dangereux car le risque d'incendie était bien réel. Ces multiples revers condamnèrent ainsi l'attraction et Le Temple du Soleil est démonté en 1980.
Mais Eddy Meeùs a un projet de plus grande envergure. En 1978, Bob de Moor et Guy Dessicy visitent Walt Disney World Resort. Celui-ci avait reçu comme mission de Meeùs de transposer la scène de bataille navale de la bande dessinée Le Secret de La Licorne dans une future attraction à construire à Walibi. Ils en reviennent très documentés mais malgré toutes ces informations, ils ne trouvent pas d'entreprises en Europe capables de réaliser les personnages d'Hergé en trois dimensions.
Une partie de l’emplacement laissé libre après le démontage du Temple du Soleil est par la suite occupé de 1981 à 1998 par Big Yoyo, une paratower (nl) de 35 mètres de Vekoma qui est lui-même remplacé par un breakdance de Huss Park Attractions en 2000. Trois attractions pour enfants de SBF Visa Group s'ajoutent sur cet emplacement la même année.

## Description
Le Secret de La Licorne propose aux visiteurs un voyage aventureux dans un fort au milieu des corsaires. Sa façade dotée de drapeaux pirates est constituée au premier plan d'une courtine percée par trois larges portes et couronnée de parapets crénelés avec des canons reliant deux tours. Au second plan, quatre échauguettes sont réparties au sommet de la muraille. Avec comme hôtes Tintin, le capitaine Haddock et le chevalier François de Hadoque, cette attraction de type barque scénique ouvre ses portes en 1980 à l’extrême sud-ouest du parc, à l'opposé de l'entrée. La princesse Paola inaugure la nouvelle attraction,. Elle visite Walibi accompagnée par la Reine Fabiola. À cette occasion, une édition spéciale de l'album de bande dessinée Le Secret de La Licorne est publiée à deux cent cinquante exemplaires numérotés par Casterman. Cette édition contient une planche crayonnée et quatre pages supplémentaires. 
Les passagers circulent à bord de barques plus grandes sur un circuit plus long que Le Temple du Soleil. Le parcours scénique prend place dans un bâtiment dans lequel est construit un canal. Celui-ci est le parcours emprunté par les bateaux de cinq rangées de quatre places. Le visiteur peut y découvrir l'histoire du XVIIe siècle du Chevalier de Hadoque et de Rackham le Rouge, dont la voix est interprétée par Bob de Moor, grâce à quatre-vingt-cinq animatroniques, cinq navires dont La Licorne et de nombreux décors inspirés par les albums Le Secret de La Licorne et Le Trésor de Rackham le Rouge des Aventures de Tintin écrits par Hergé entre 1942 et 1943. Le public peut y voir Tintin, Milou, le Capitaine Haddock et le professeur Tournesol.

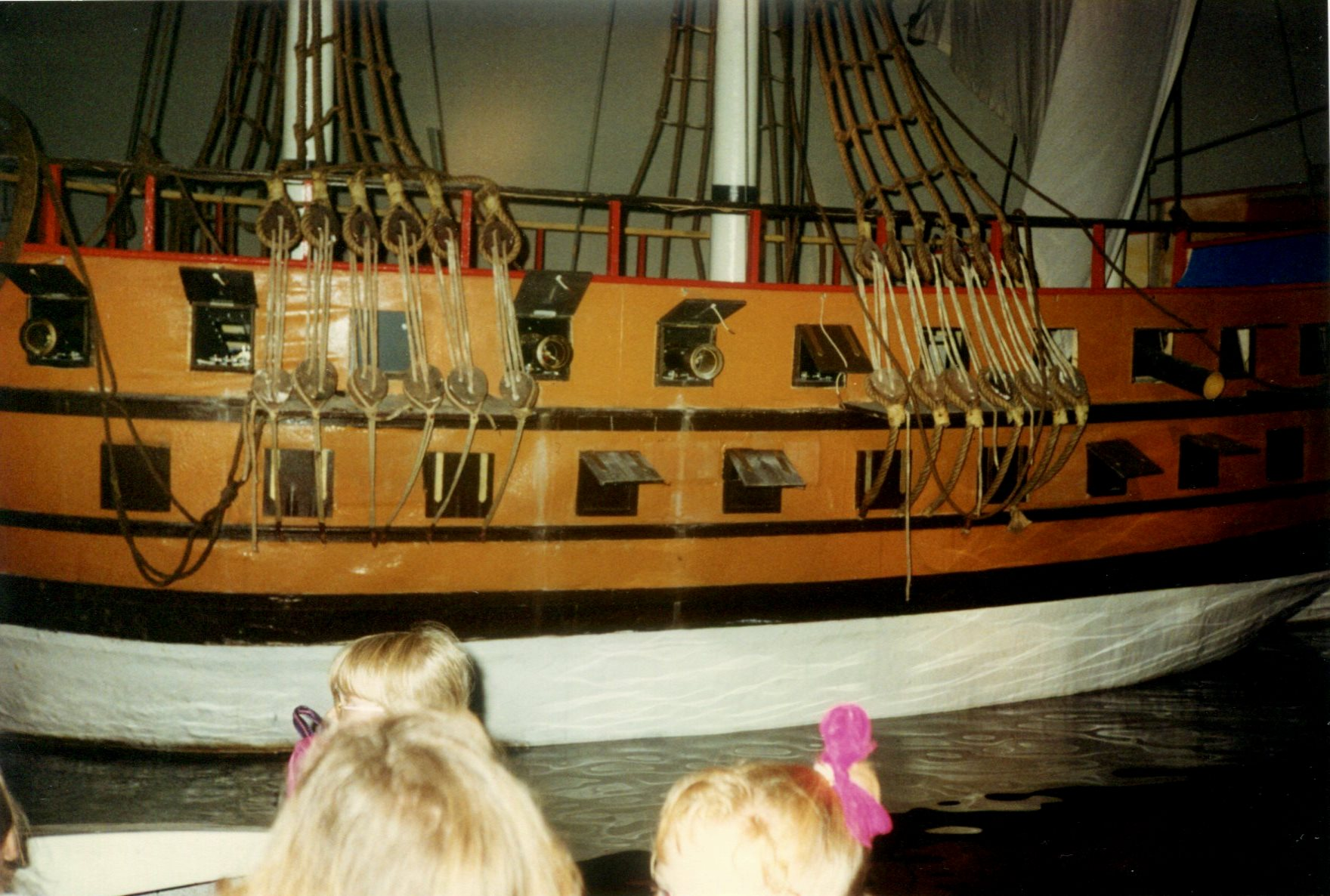
Vaisseau de troisième rang porteur d’une cinquantaine de canons

Ayant embarqués devant un grand panneau reproduisant la couverture de l'album, les passagers cheminent à travers différentes scènes contant l'épopée entourant le trésor. L'emplacement du trésor du corsaire Rackham le Rouge est révélé en rassemblant les trois parchemins contenus dans les trois maquettes de La Licorne. Chez lui, le Capitaine Haddock raconte à Tintin comment son ancêtre, le Chevalier commandant de La Licorne, a caché ce trésor. Au XVIIe siècle, la vigie de La Licorne signale qu'un navire ornant le pavillon noir des pirates vogue à l'horizon. Dans son habit violet, le Chevalier de Hadoque porte à son visage sa longue-vue. D'une part navigue le vaisseau La Licorne, d'autre part, le vaisseau du pirate Rackham le Rouge fort de tout l'équipage prêt à l'abordage. Et c'est ce qu'il se passe. La lutte est terrible sur le pont de La Licorne. Les deux équipages se livrent bataille et le combat fait rage dans la mer des Caraïbes. Vainqueurs, Rackham le Rouge et ses flibustiers font prisonnier le seul survivant, le Chevalier est ligoté au mat de son bâtiment. Rackham le Rouge le nargue en lui présentant son trésor, volé trois jours plus tôt à un vaisseau espagnol. Le navire corsaire est fortement endommagé et coule, poussant Rackham le Rouge à transférer son trésor à bord de La Licorne. La nuit venue, le vaisseau mouille dans la crique d'une île calme sous un ciel étoilé. Au fait de leur victoire, les pirates se livrent à une beuverie. Les flibustiers fêtent la prise de La Licorne alors que le Chevalier en profite pour se libérer et met le feu à la sainte-barbe. Dans la cale du bateau qui abrite la poudrière, le Chevalier affronte Rackham le Rouge en duel. Victorieux, l'ancêtre de Haddock s'évade à bord d'un canot avec le trésor. L'île tropicale voisine devient le refuge du Chevalier. La Licorne explose et anéantit les corsaires punis de leurs crimes.
La scène du combat naval est impressionnante pour l'époque. La présence des personnages d'Hergé à Walibi est rendue possible avec son accord grâce à un contrat signé entre les Éditions du Lombard et Eddy Meeùs depuis les débuts du parc. La combinaison de barque scénique et de la piraterie évoque l'attraction Pirates of the Caribbean des parcs Disney, autre référence pour cette réalisation. Les albums de bande dessinée d'Hergé et l'attraction des parcs Disney ont en commun de planter leur décor dans les Caraïbes. Pirates of the Caribbean est proposée dans cinq parcs Disney et d'autres sites reprennent également la combinaison de barque scénique et de la flibusterie comme Europa-Park (Piraten in Batavia, 1987), Drayton Manor (Pirate Adventure, 1990-2015), Bellewaerde (Los Piratas, 1991-2012), Gardaland (I corsari, 1992), Legoland Billund (Piratbåde) et Morey's Piers (Pirates of Wildwood). La nouveauté est un grand succès populaire et avec une capacité horaire à 1 000 personnes, l'idée de Meeùs s’avère payante. La saison 1980 se clôture avec un nouveau record en termes de fréquentation, il dépasse la barre symbolique du million de visiteurs avec un total de 1 150 000 entrées.
À la suite de la réalisation du Secret de La Licorne, les années 1980 sont marquées par des ajouts qualitatifs de l'univers du reporter. En 1981, les bâtiments d’accueil abritant les caisses sont décorés comme des maisons de Syldavie. En 1984 à l'occasion de la création de la zone Pancho Villa, Le Secret de La Licorne est intégré à celle-ci. En cette même année et dans la même zone, l'attraction de type chevaux galopants de Metallbau Emmeln installée à Walibi en 1979 est agrémentée de décors tirés de Tintin en Amérique tels l'Amérindien sur un rocher ou Tintin attaché à un poteau avec Milou à ses côtés,,,. Toujours en 1984, l'attraction Mini-jeeps de Metallbau Emmeln installée à Walibi en 1979 est agrémentée de décors tirés de L'Étoile mystérieuse tels Tintin habillé d'une veste à capuche tenant le drapeau du FERS, les champignons blancs et rouges, l'araignée géante sur une roche et les pommes géantes. L'attraction Tintin dans la jungle proposait déjà un parcours en tow boat ride d'Intamin depuis 1978. Elle est dotée l’année suivante de scènes représentants les aventures du personnage d'Hergé dans des décors de jungles à l'image de Jungle Cruise des parcs Disney, telles le village d'Arumbayas et Tintin dans une pirogue de L'Oreille cassée. Il évolue par la suite pour présenter des scènes tirées du Temple du Soleil comme la cascade devant laquelle Haddock perd l'équilibre et l'attaque du boa sur Zorrino ou de Tintin au Congo quand celui-ci manque de se faire dévorer par un crocodile ou enfin des Cigares du pharaon comme lorsque le reporter prend une douche sous la trompe d'un éléphant.

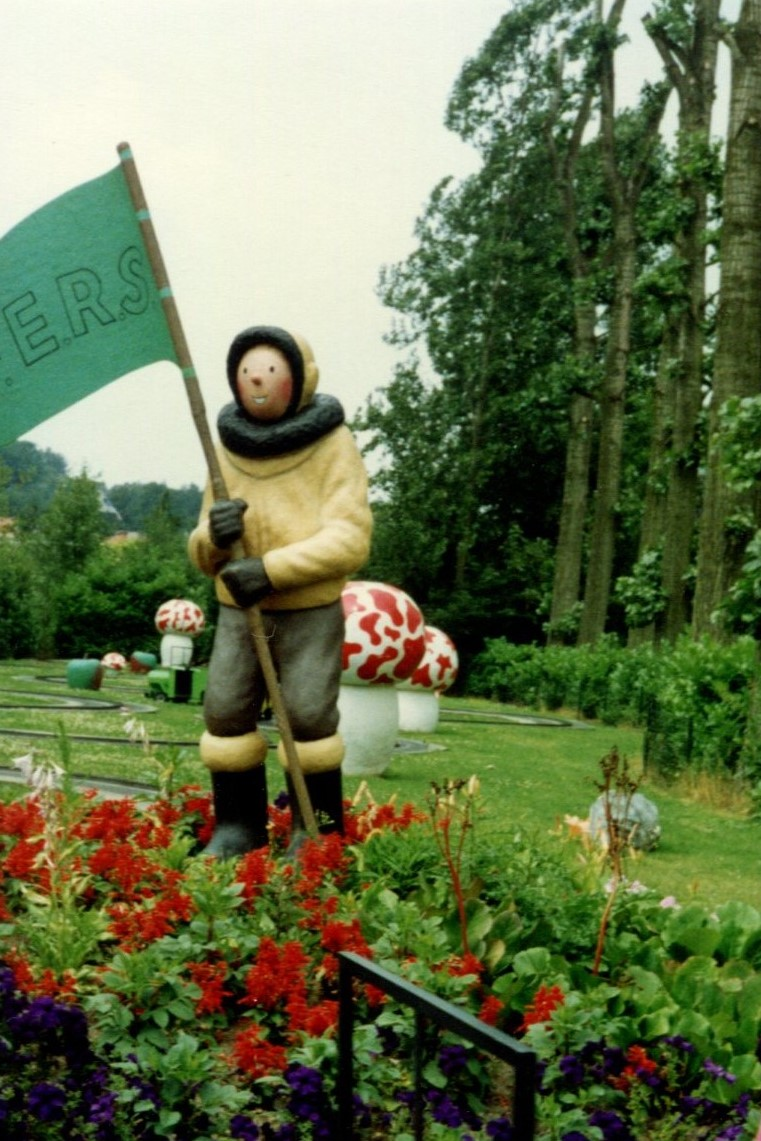
Mini-jeeps
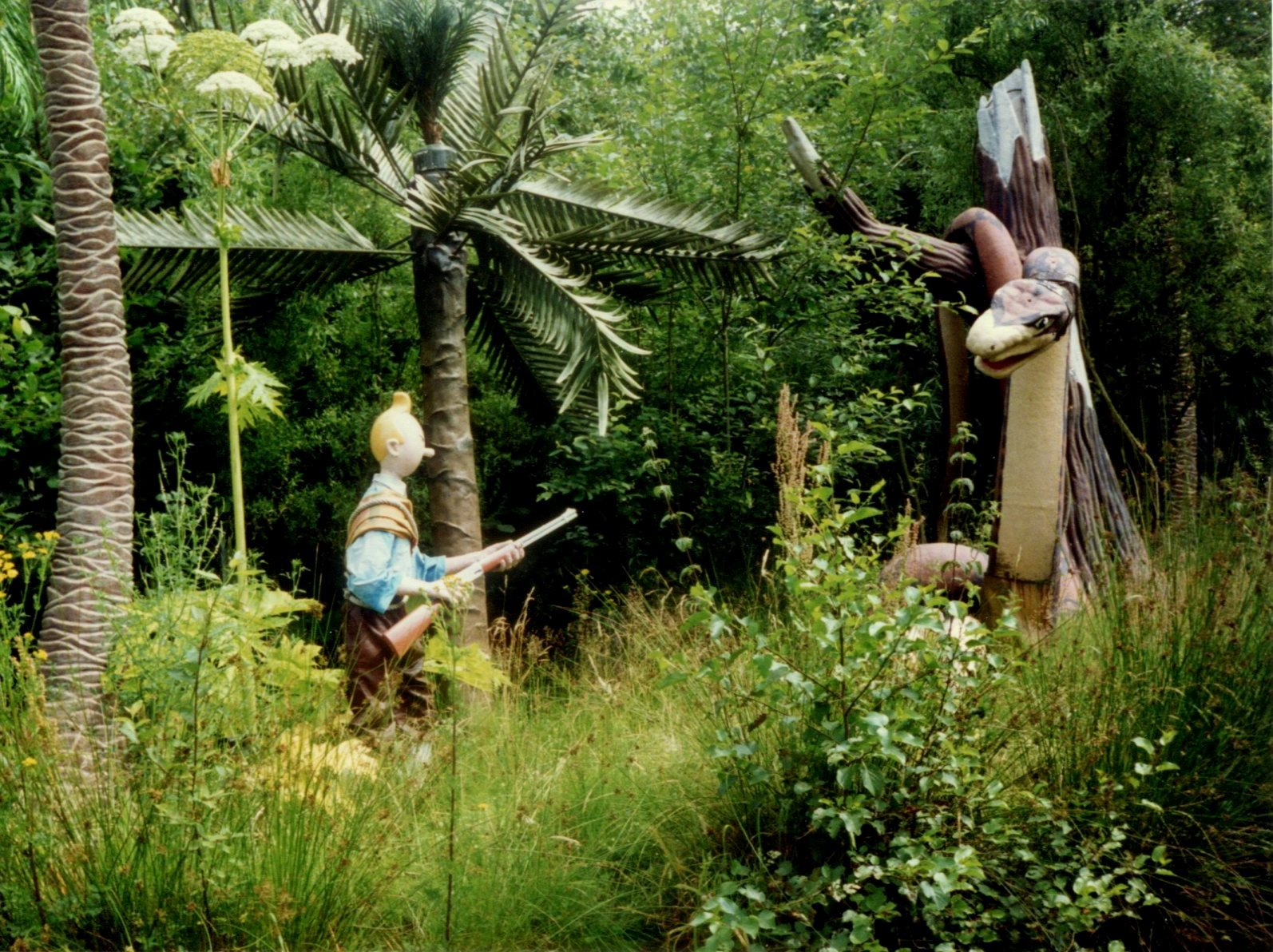
Tintin dans la jungle
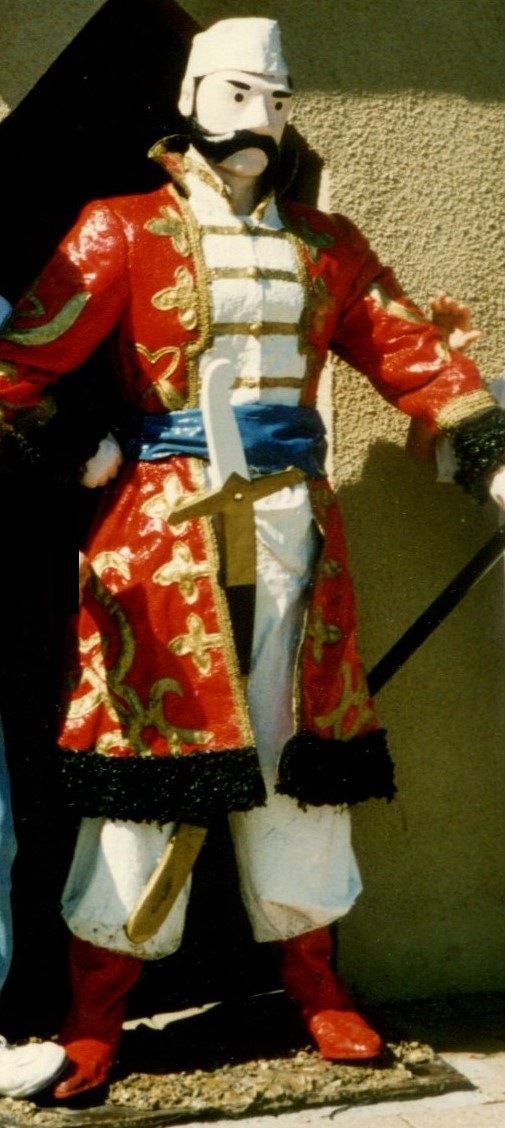
Garde syldave

En 1992, près de 40 millions de BEF (environ 1 million d'euros) sont investis pour la transformation de la zone du Secret de la Licorne. Cette section devient Zone Caraïbes avec l'assèchement d'une partie du lac pour la construction du grand amphithéâtre et le montage du Bounty, un Looping Starship acheté au parc français Zygofolis,.
En fin de saison 1995, Le Secret de la Licorne est fermé. L'attraction est désormais jugée trop « vieillotte » par la direction selon la version officielle,,. Le bâtiment est alors laissé en l'état. En 1997, le parc tente de renouveler le « contrat Tintin » avec Moulinsart SA mais c'est un échec et l'ensemble des références aux aventures de Tintin disparaissent totalement des allées et des attractions.

## Reconversion
Le 15 décembre 1997, Eddy Meeùs négocie la vente du groupe Walibi avec l'entreprise américaine Premier Parks. L'acquisition du Groupe est clôturée le 24 mars 1998. En 2000, la société rebaptisée Six Flags ouvre avec succès pour la période d'Halloween quelques-uns de ses parcs en Europe dont le parc encore nommé Walibi Wavre.
Accessible uniquement à Halloween, Le Secret de La Licorne est remodelé pour octobre 2001 en maison hantée pour cet événement saisonnier. Les promeneurs empruntent à pied le canal vidé de son eau au milieu des décors maquillés sur le thème horrifique et de plusieurs animatroniques transformés en personnages monstrueux,,.
Pour la saison 2003, le parc rebaptisé Six Flags Belgium relance ses investissements et inaugure une nouvelle attraction dans l'enceinte du bâtiment abritant Le Secret de la Licorne : Challenge of Tutankhamon, un parcours scénique interactif conçu par la société américaine Sally Corporation. À l'origine prévue en 2002, l'attraction représente un investissement de six millions d'euros.